# 원반선인장속
원반선인장은 브라질 남부, 볼리비아 동부, 파라과이 북부의 토착열대선인장의 속이며 야생에서는 멸종 위기에 처해있다. 학명은 그 모양을 따서 고대 그리스어의 단어 diskos(원반)에서 유래했다. 학명이 비슷한 쥐꼬리선인장속(Disocactus)과 헷갈리지 말자.
원반선인장은 이름대로 원반모양이다. 엽맥은 날카로운 가시들을 품고 있다. 다 자란 식물의 꼭대기에는 노란빛이 도는 새하얀 털이 북슬북슬한 cephalium(꽃자리, 머리)가 자라나는데 밤이면 흰색 꽃이 피어난다. 분홍색, 붉은색 과일 안에는 검은 씨앗들이 들어있다.

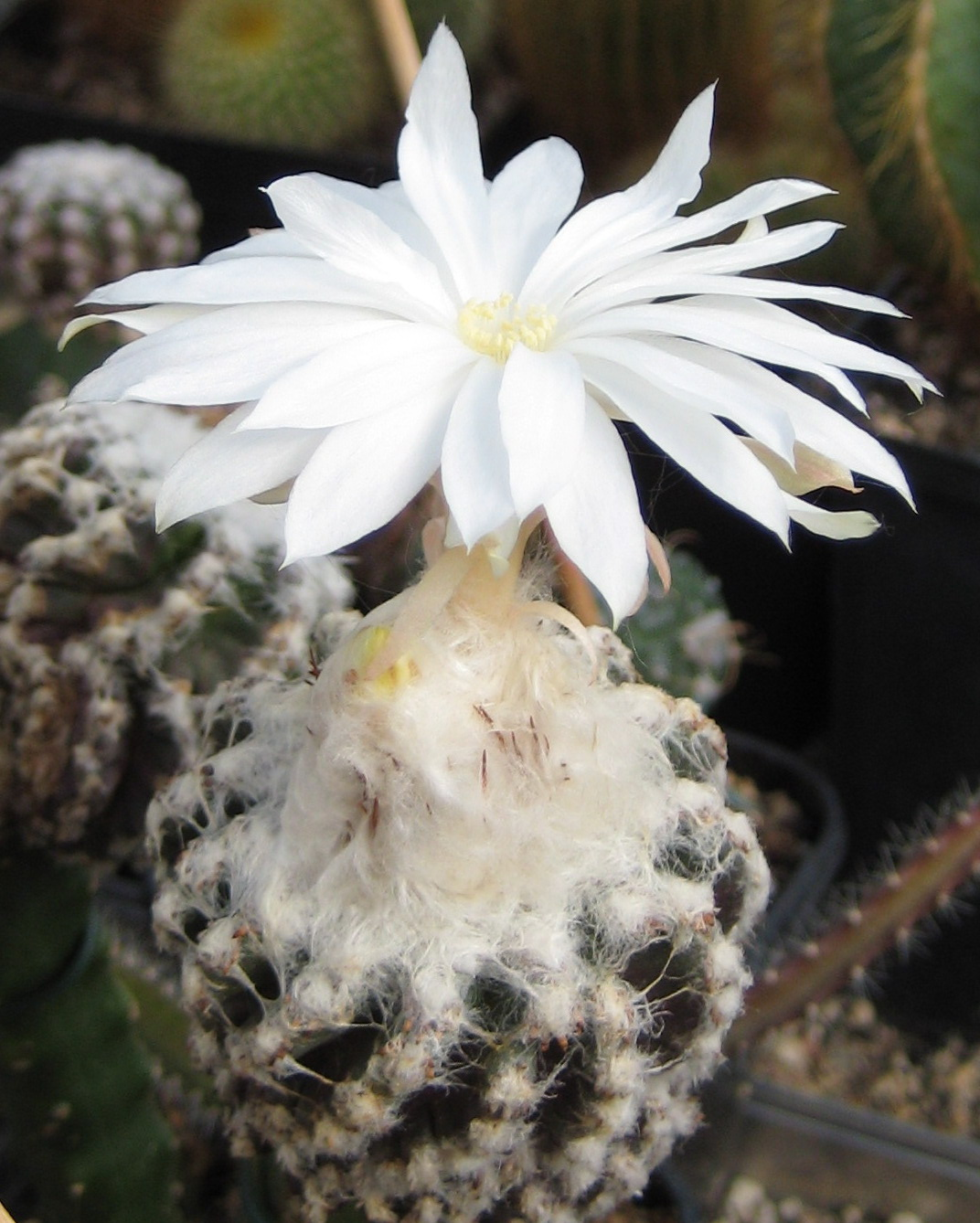
Discocactus horstii
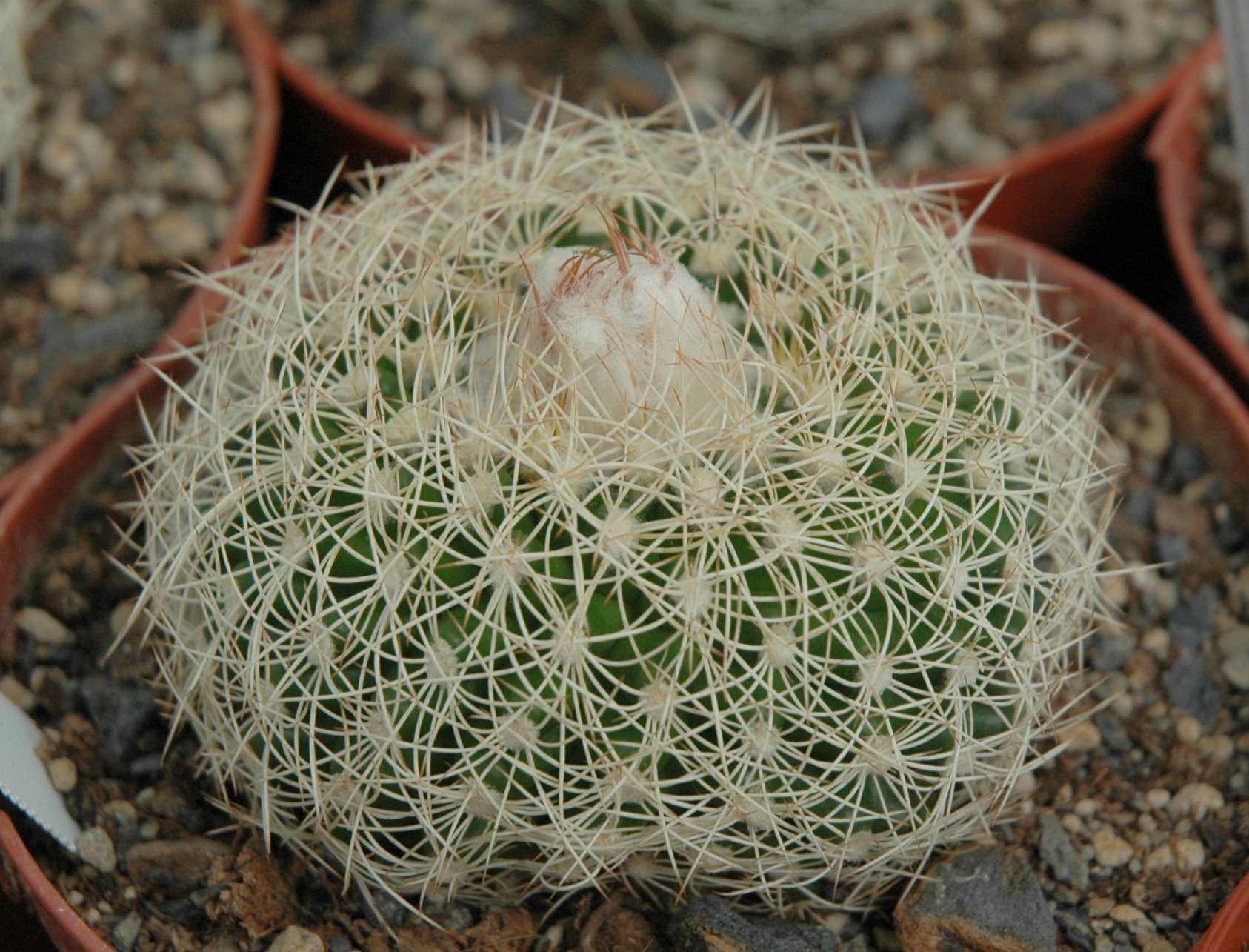
Discocactus zehntneri
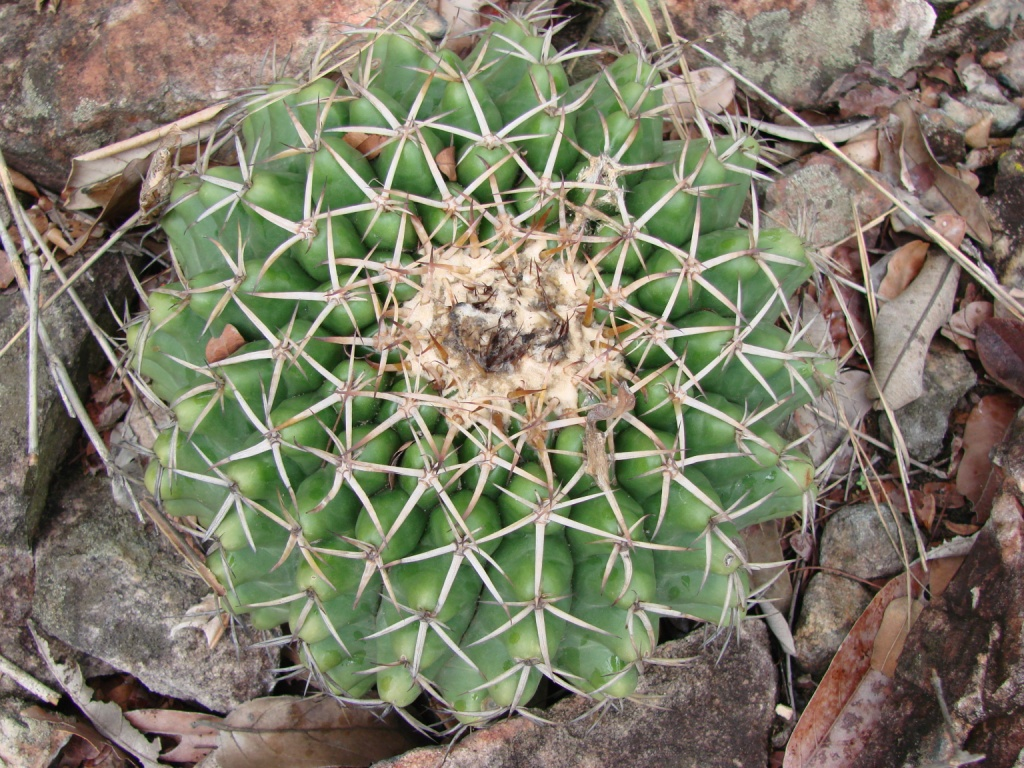
Discocactus placentiformis
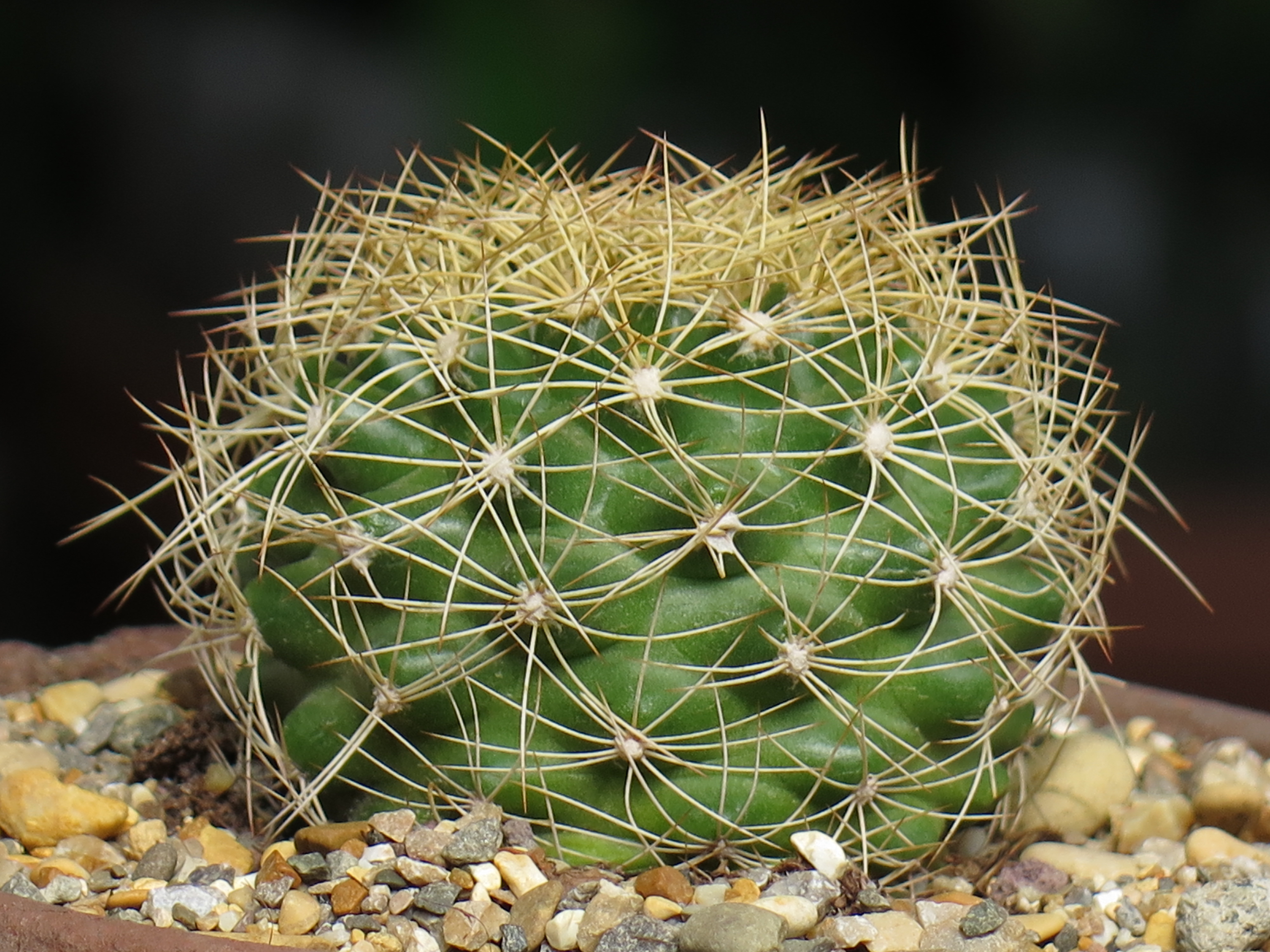
Discocactus araneispinus

## 하위 종
- Discocactus albispinus
- Discocactus bahiensis
- Discocactus catingicola
- Discocactus ferricola
- Discocactus heptacanthus
- Discocactus horstii
- Discocactus placentiformis
- Discocactus pseudoinsignis
- Discocactus silicicola
- Discocactus woutersianus
- Discocactus zehntneri

등등.

## 참고 문헌
- Edward F. Anderson : The Cactus Family. Timber Press: Portland (Oregon), 2001, p. 218-221 ISBN 0-88192-498-9
- N. L. Britton, J. N. Rose: The Cactaceae. Descriptions and Illustrations of Plants of the Cactus Family. Washington, 1920